# سید محمد ضیاءآبادی

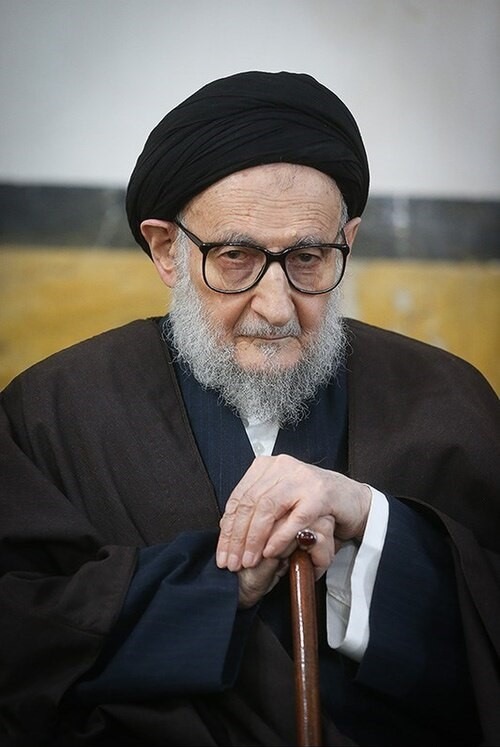
ضیاء آبادی در یکی از جلسات

سید محمد ضیاءآبادی (۱۳۰۷، ضیاءآباد – ۲۰ بهمن ۱۳۹۹، تهران) از مجتهدان شیعه و استادان اخلاق و مفسر قرآن بود.

## تولد
سید محمد ضیاءآبادی فرزند سید محمود در سال ۱۳۰۷ در ضیاءآباد واقع استان قزوین زاده شد.

## تحصیلات و استادان
ضیاءآبادی دروس حوزوی را از سال ۱۳۲۰ش در قزوین آغاز کرد و از سال ۱۳۲۸ش در قم تحصیلات عالی خود را در زمینه فقه، اصول، اخلاق، تفسیر و… ادامه داد. از استادن معروف وی در قم می‌توان به سید حسین بروجردی، سدهی اصفهانی، روح‌الله خمینی و سید محمدحسین طباطبایی اشاره نمود.

## هجرت به تهران
ضیاءآبادی از سال۱۳۴۰ تا وفاتش ساکن و استاد حوزه علمیه تهران بوده و جلسات دینی و اخلاق برگزار می‌کرده‌است. ضیاءآبادی از هم‌دوره‌ای‌های احمد مجتهدی تهرانی بوده و در مدرسه مجتهدی مدتی به تدریس می‌پرداخت. وی در سال ۱۳۴۰هـ ش و بعد از مرگ بروجردی به تهران مهاجرت کرد و حدود ۶ دهه در این شهر مشغول خدمات علمی و فرهنگی بود. وی در این باره می‌گوید:
«در دوران اقامتم در قم فقط در درس خارج امام و بروجردی شرکت کردم و تمام این درسها و نیز کفایه و اسفار ملاصدرا را با شیخ محمد محمدی گیلانی و مرحوم شیخ حسن لاهوتی بحث می‌کردم. بعد از فوت بروجردی احساس کردم اقامت من در قم ضروری نیست، لذا به تهران مهاجرت کردم. آشنایی‌ام با دوستان شمالی که اغلب اهل وعظ و خطابه و به اصطلاح منبری بودند، مرا به منبری شدن علاقه‌مند کرد و تشخیص دادم که زمینه کار در تهران مساعدتر است، لذا به تهران آمدم و ضمن تدریس در مدرسه آقای مجتهدی تهرانی، به کار وعظ و تبلیغ پرداختیم. بعد از مدتی چون علاقه‌مند به مطالعه بودم، تشخیص دادم که منابر خودم را هدفمند کنم تا وقت بیشتری برای مطالعه داشته باشم که الحمدالله توفیقاتی نیز در این باره داشته‌ام.»
کتب تفسیری زیادی از این عالم متقی به چاپ رسیده‌است و هم چنین مباحث تفسیری و اخلاقی وی در قالب جزوه‌هایی با نام صفیر هدایت، صفیر ولایت و صفیر سعادت می‌شود.

## درگذشت
ضیاءآبادی پس از مدتی بیماری و نیز ابتلا به بیماری کرونا در ۲۰ بهمن سال ۱۳۹۹ درگذشت، اما یکی از نزدیکان وی در گفت‌وگو با تسنیم علت مرگ وی را کهولت سن و عارضه قلبی اعلام کرد. او در شهر ری در حرم عبدالعظیم حسنی دفن شد.
سید علی خامنه‌ای، سید علی سیستانی، لطف‌الله صافی گلپایگانی و جامعه مدرسین حوزه علمیه قم از وی با عنوان عالم اخلاقی یاد کرده و درگذشت وی را تسلیت گفتند.